# الدوري الجنوبي لكرة القدم 1975–76
الدوري الجنوبي لكرة القدم 1975–76 (بالإنجليزية: 1975–76 Southern Football League)‏ هو موسم من الدوري الجنوبي الممتاز. فاز فيه نادي ويمبلدون.